# 岡山県道路公社
岡山県道路公社（おかやまけんどうろこうしゃ）は、かつて岡山県にあった地方道路公社である。岡山県を設立団体として1971年（昭和46年）1月1日に発足、2006年（平成18年）3月31日に解散した。

## 概要
1970年（昭和45年）5月に地方道路公社法が制定され、同年7月から岡山県庁土木部に県道路公社準備室を設置。その翌年、1971年1月に発足となる。
発足から長年が経過し、新たな有料道路計画がないことから、公社が管理していた岡南大橋有料道路（岡南大橋）と水島玉島産業有料道路（水玉ブリッジライン）の2道路について、借入金の繰上げ償還を行って、無料開放（2006年〈平成18年〉4月1日）を実施したのに伴い、2006年（平成18年）3月31日をもって解散となった。地方道路公社の解散は、同じく2006年（平成18年）3月31日に解散した愛媛県道路公社とともに全国初であった。

## 管理していた道路
- 古城池トンネル有料道路（古城池トンネル）
  - 1977年（昭和52年）1月1日に無料開放[注釈 1]。現在の倉敷市道1030号駅前古城池霞橋線[2]の一部。
- 鷲羽山有料道路（鷲羽山スカイライン）
  - 1995年（平成7年）4月1日に無料開放。現在の岡山県道393号鷲羽山公園線の一部。
- 東備西播開発有料道路（岡山ブルーライン）
  - 2004年（平成16年）4月1日に無料開放。現在の岡山県道397号寒河本庄岡山線の一部。
- 水島玉島産業有料道路（水玉ブリッジライン）
  - 2006年（平成18年）4月1日に無料開放。現在の岡山県道398号水島港唐船線の一部。
- 岡南大橋有料道路（岡南大橋）
  - 2006年（平成18年）4月1日に無料開放。現在の岡山県道45号岡山玉野線支線の一部。